# Cynopterus
Cynopterus es un género de murciélagos megaquirópteros de la familia Pteropodidae. Son propios del Sudeste Asiático.

## Especies
Se han descrito las siguientes especies:
- Cynopterus brachyotis
- Cynopterus horsfieldii
- Cynopterus luzoniensis
- Cynopterus minutus
- Cynopterus nusatenggara
- Cynopterus sphinx
- Cynopterus titthaecheilus